# 저마늄

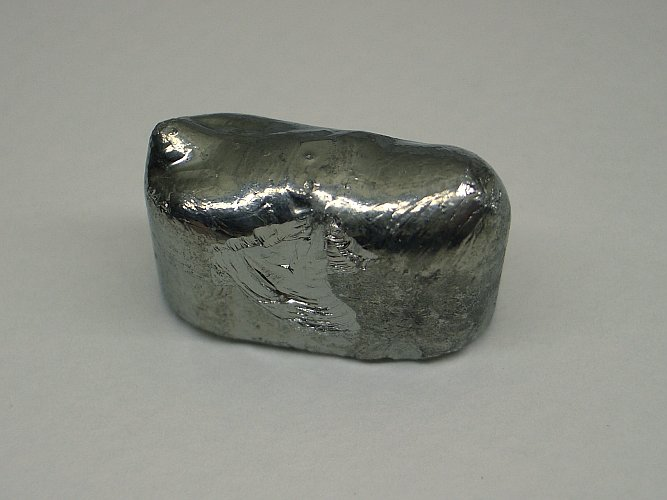

저마늄(←영어: Germanium 저메이니엄[*]) 또는 게르마늄(문화어: 게르마니움←독일어: Germanium 게르마니움[*], 일본어: ゲルマニウム 게루마니우무[*])은 화학 원소로 기호는 Ge(←라틴어: Germanium 게르마니움[*])이고 원자 번호는 32이다. 독일의 화학자 빈클러가 1886년 발견한 반도체 물질로서 구리, 납, 아연 등의 광석을 정제하는 과정에서 얻어진다. 푸른빛이 감도는 회백색의 광택이 있고 단단한 준금속 원소로 규소나 주석과 화학적 성질이 비슷하다. 다양한 유기금속 화합물을 형성하며, 정류기, 트랜지스터, 반도체 등의 전자공학 분야에 널리 쓰이는 재료이다. 지각에는 50번째로 많이 존재하는 원소이다.

## 역사
1869년, 러시아 화학자 드미트리 멘델레예프는 주기율표에서 아직 발견되지 않은 몇 가지 원소가 있을 것이라고 예견했다. 그 중에는 주석과 규소 사이에 있는 14족 원소도 포함되었다. 멘델레예프는 그 원소를 ‘에카규소’라고 불렀으며, 원자량은 72 정도로 예상했다.
1885년 중반, 작센 지방의 광산에서 새로운 광물이 발견되었다. 이 광물에는 은이 상당량 포함되어 있었다. 독일의 화학자 빈클러는 이 광물이 자세히 분석하여 은과 황과 아직 발견되지 않은 새로운 원소가 포함되어 있음을 알아냈다. 이듬해에 그는 안티모니와 비슷하게 생긴 새로운 원소를 분리하는데 성공했다. 처음에 그는 이 원소에 ‘넵투늄’이라는 이름을 붙이려 했으나, 당시에는 나이오븀과 탄탈럼의 혼합물을 원소라고 생각하여 이 물질에 ‘넵투늄’이라는 이름을 사용하고 있었기 때문에 마음을 바꾸어 자신이 태어난 나라 독일의 라틴어 이름을 따 ‘게르마늄’(저마늄)이라는 이름을 붙였다.
1930년대까지는 저마늄이 전도성이 낮은 물질로 알려져 있어 중요한 금속으로 취급되지 않았다. 그러나 1945년 반도체로 유용하다는 사실이 알려졌고, 제2차 세계대전 동안 약간의 저마늄이 레이다 전파 탐지용 다이오드를 제조하는데 사용되었다. 1948년에는 저마늄 트랜지스터가 발명되어 전자 기기에 많이 사용되었으나 1970년대 이후 규소 반도체가 등장하면서 그 자리를 대체하였다.
그러나 여전히 저마늄은 광섬유를 이용한 통신, 야간 투시용 적외선 망원경, 중합 반응의 촉매 등으로 많이 사용된다. 2000년, 전 세계 저마늄 생산량의 약 85%가 이러한 용도로 사용되었다.

## 특성
표준 상태에서 저마늄은 부서지기 쉬운 은백색 준금속이다. 이는 저마늄 동소체 중 다이아몬드의 구조와 비슷한 α-저마늄 구조 때문이다. 여기에 120kbar 이상의 압력을 가하면 β-저마늄 구조로 변하는데, 이는 β-주석과 같은 구조이다. 또한, 저마늄은 반도체이다.

## 동위 원소
저마늄은 저마늄-70, 저마늄-72, 저마늄-73, 저마늄-74, 저마늄-76 다섯 가지의 동위 원소가 존재한다. 이 중 저마늄-74는 존재 비율 36%로 가장 많이 존재하는 동위 원소이며 저마늄-76은 반감기가 약 1.78×1021년인 방사성 동위 원소이다. 이외에 원자량 58에서 89까지 총 27종류의 저마늄 동위 원소가 발견되었다.

## 저마늄 관련 유사과학
시중에는 저마늄 팔찌 등을 팔며, 이를 차면 혈액순환이 좋아지고 맥박이 고르게 된다 하는데, 이는 유사과학이며, 거짓이다. 연세대학교 박희민 교수는 "게르마늄을 팔찌에 찼다고 해서 전신적으로, 근육의 움직임이나 심장 박동, 혹은 혈관의 이완과 수축을 잘 조절할 것인가 하고 봤을 때는 동의할 수 없습니다."라고 말하였다. 또한, 저마늄 팔찌가 원적외선을 내뿜는다 하는데, 이러한 물질에서 자체적으로 무언가를 발생시키면 그것은 무조건 방사선이다. 그러므로 팔찌가 원적외선을 내뿜는다는 것도 다 거짓이다.